# 和田村 (千葉県)
和田村（わだむら）は、千葉県印旛郡に存在した村。

## 歴史
- 1889年（明治22年）4月1日 - 町村制施行に伴い、上代村、高岡村、直弥村、八木村、高崎村、宮本村、米戸村、寒風村、上別所村、天辺村、上勝田村、下勝田村、瓜坪新田、坪山新田、長熊村が合併して発足。
- 1928年（昭和3年）3月21日 - 隣の旭村で集落を全焼する大火。和田村にも飛び火し、宮本地区24戸が全焼[1]。
- 1954年（昭和29年）3月31日 - 印旛郡佐倉町、臼井町、志津村、根郷村、弥富村と合併して佐倉市になり、消滅する。

## 交通

### 鉄道
- 国鉄（JR東日本）
  - ■総武本線

上勝田地区を通過しているが、村内に駅はなし。

## 参考資料
- 佐倉市史